# BMW M
BMW M GmbH (voorheen: BMW Motorsport GmbH) is een onderdeel van de Duitse autofabrikant BMW. BMW M, ook bekend als M-Techniek of gewoon "M" (voor "Motorsport"), werd aanvankelijk opgericht om het raceprogramma van BMW (dat in de jaren zestig en zeventig zeer succesvol was) te vergemakkelijken.
Tegenwoordig houdt de M-divisie zich bezig met de ontwikkeling van sportvarianten van de personenauto's van BMW als concurrentie voor de Audi RS-modellen en de Mercedes-Benz AMG-modellen.

## Fotogalerij

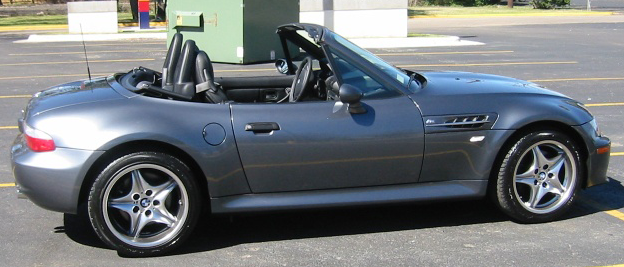
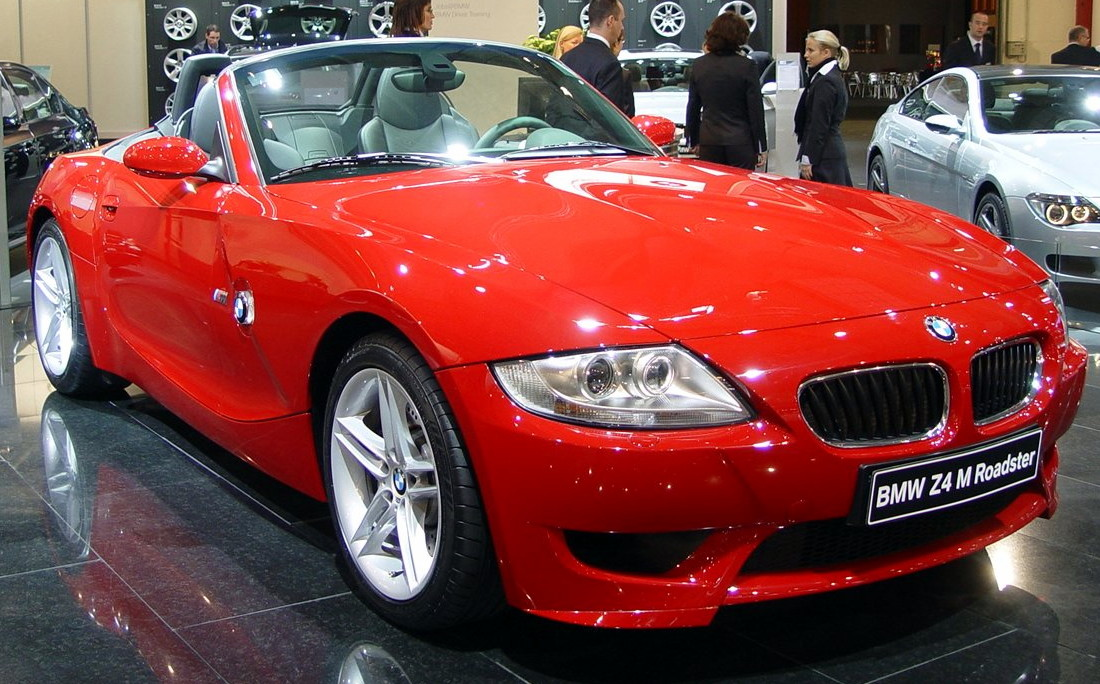
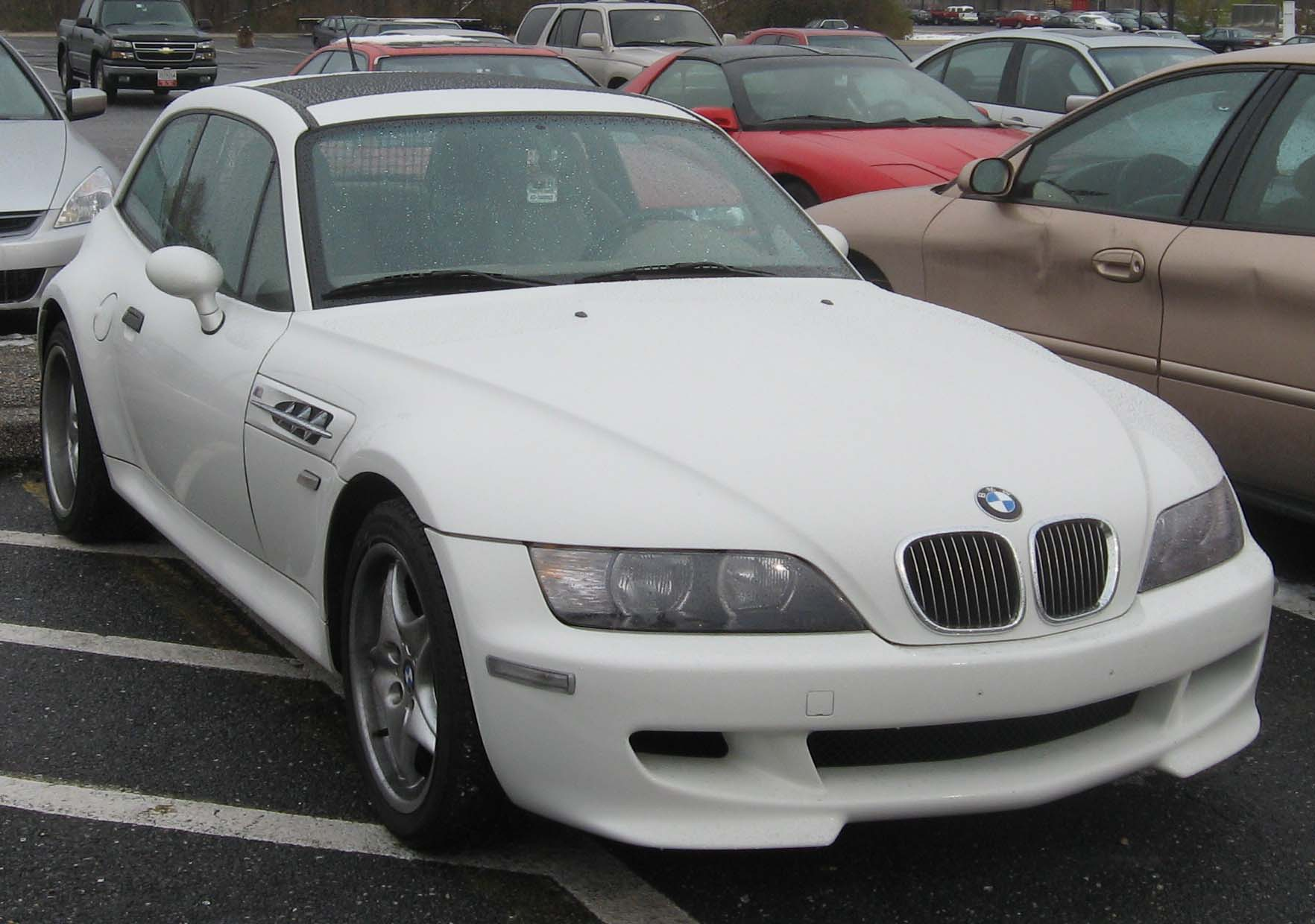
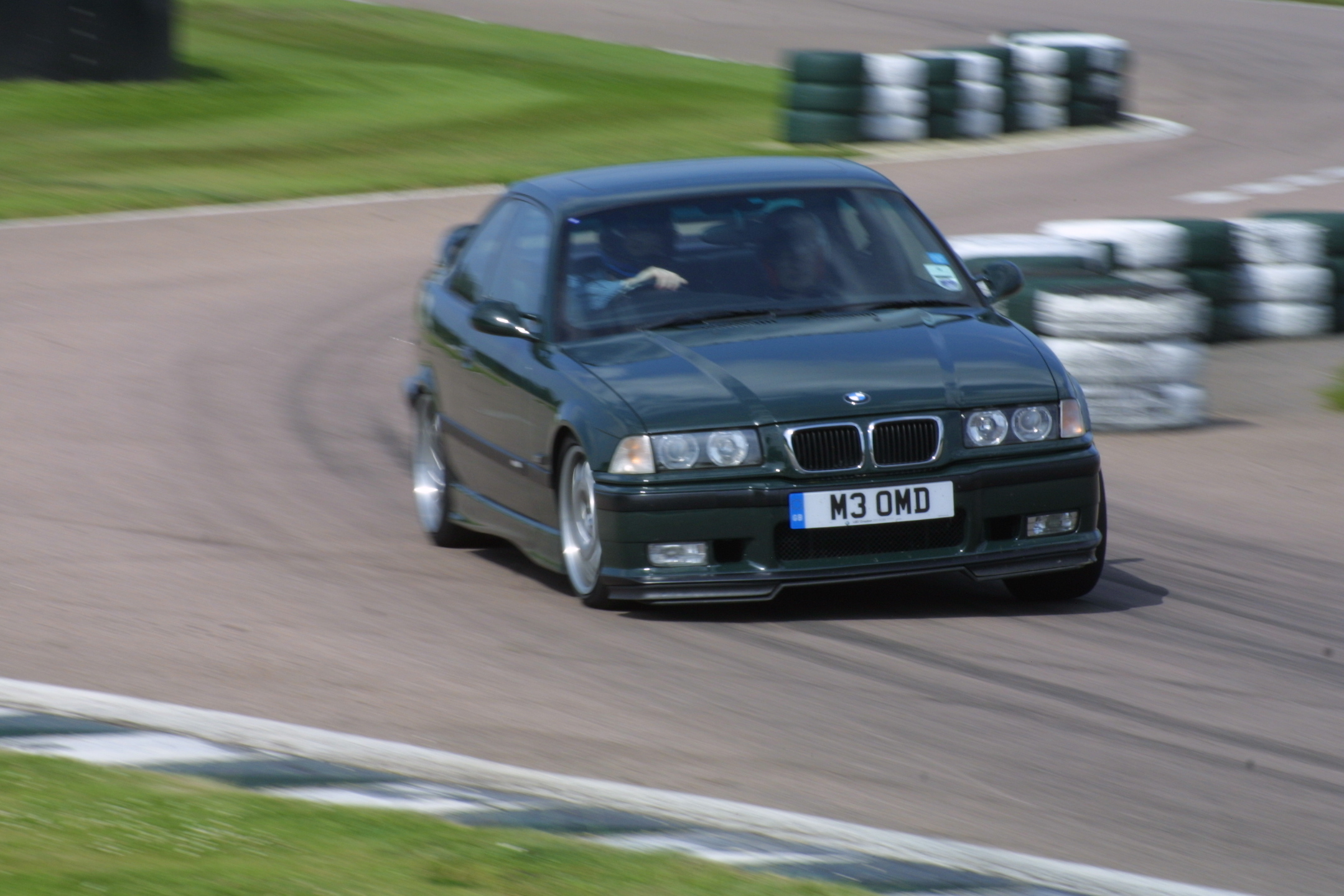
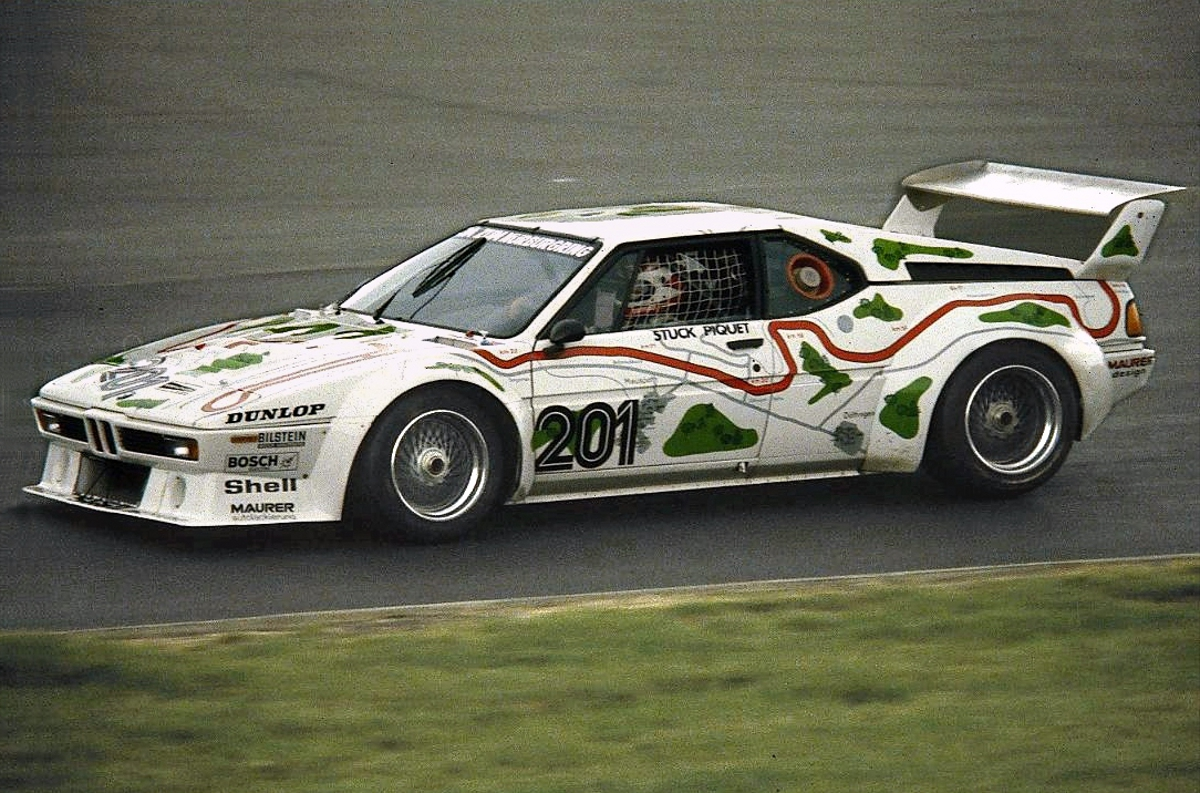
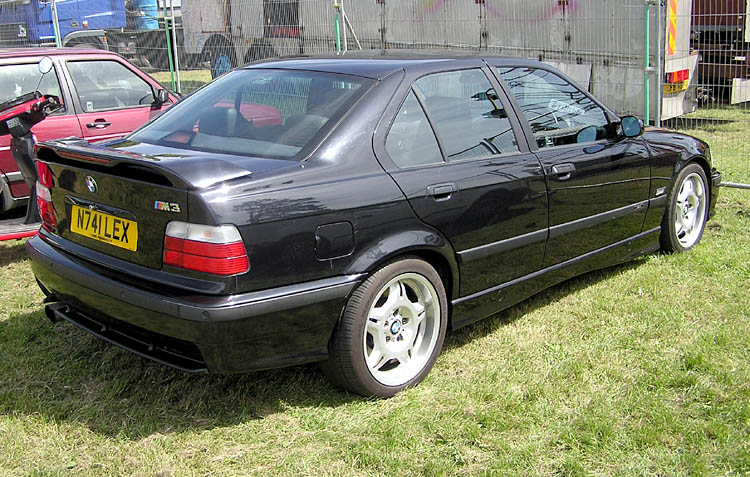
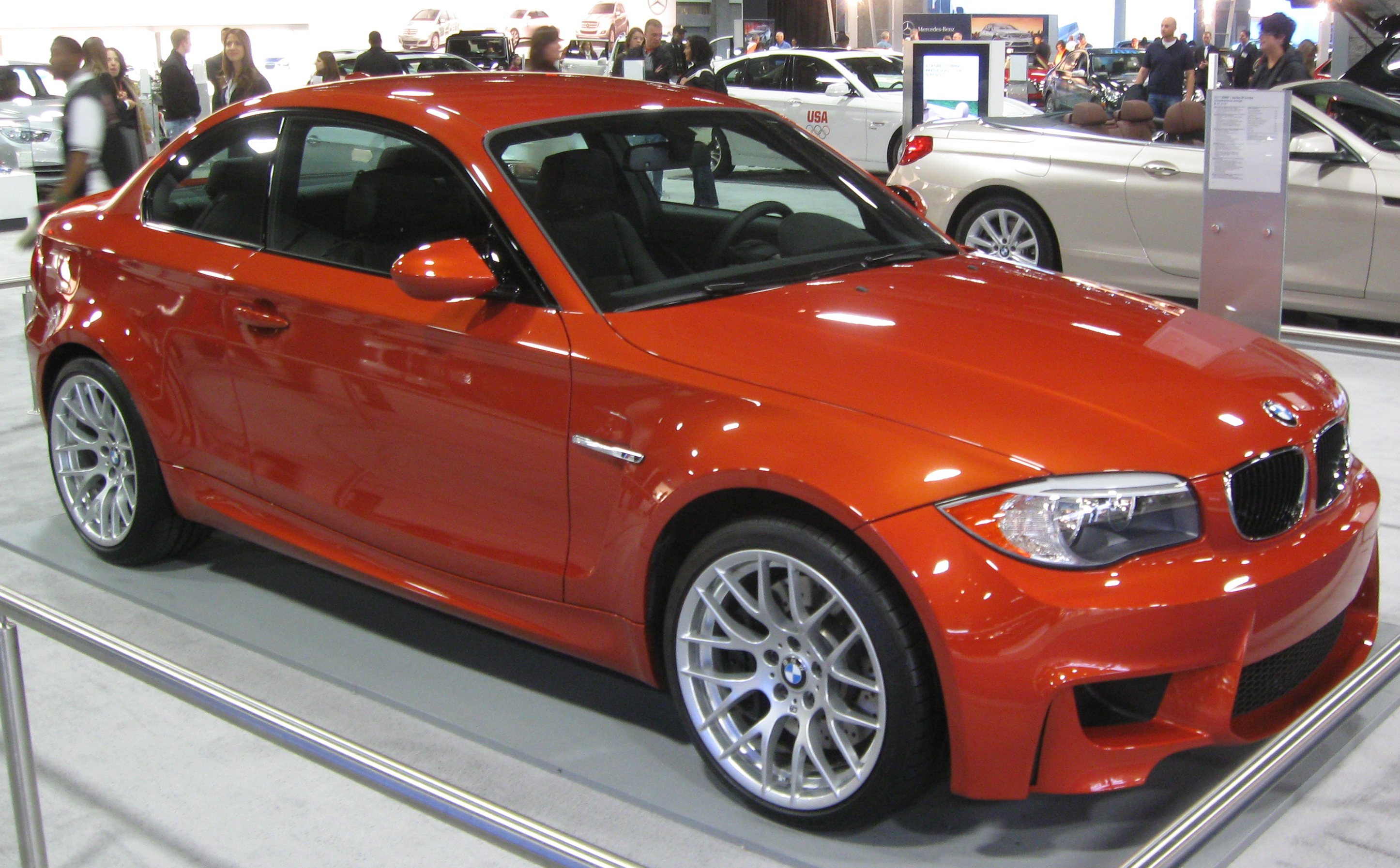
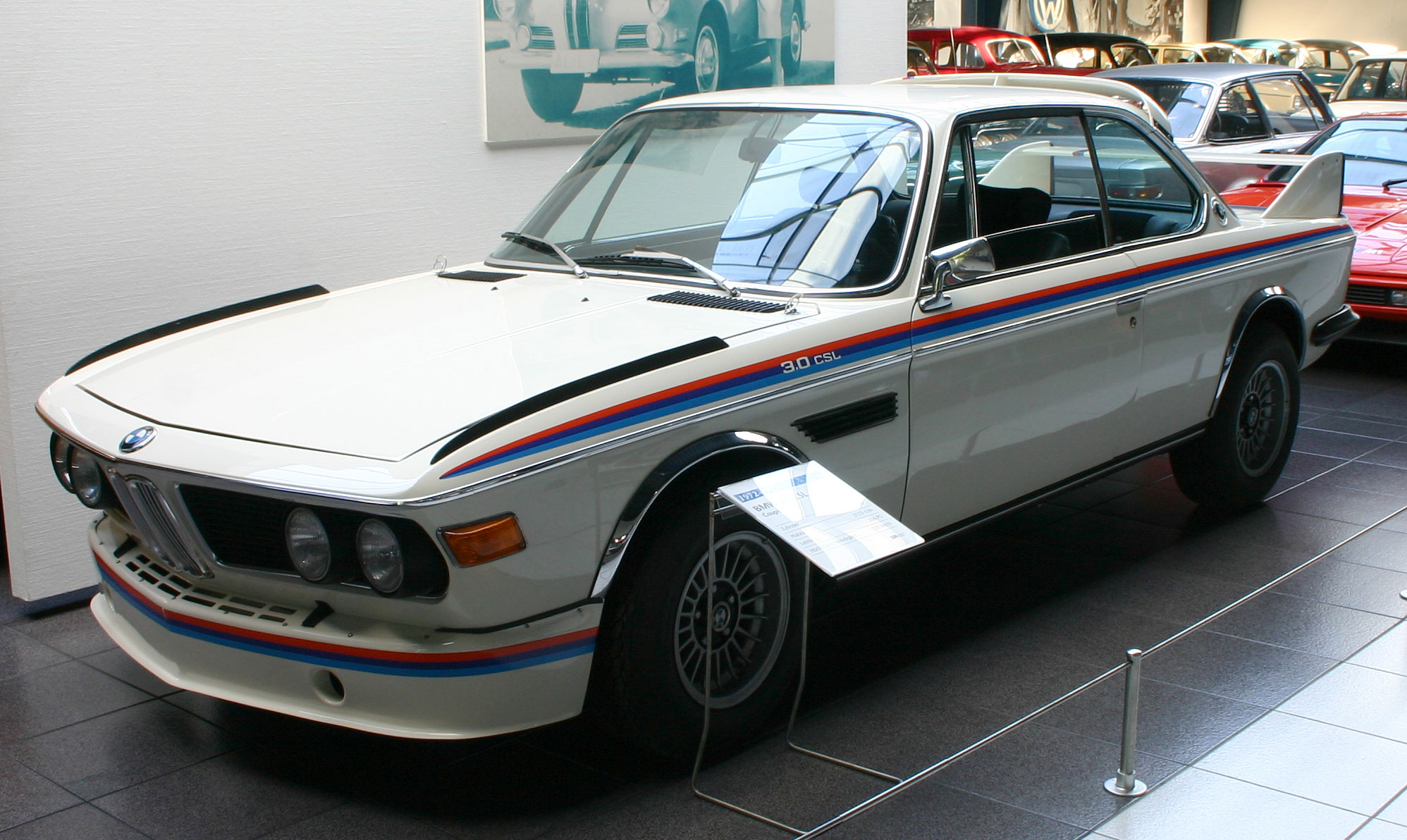
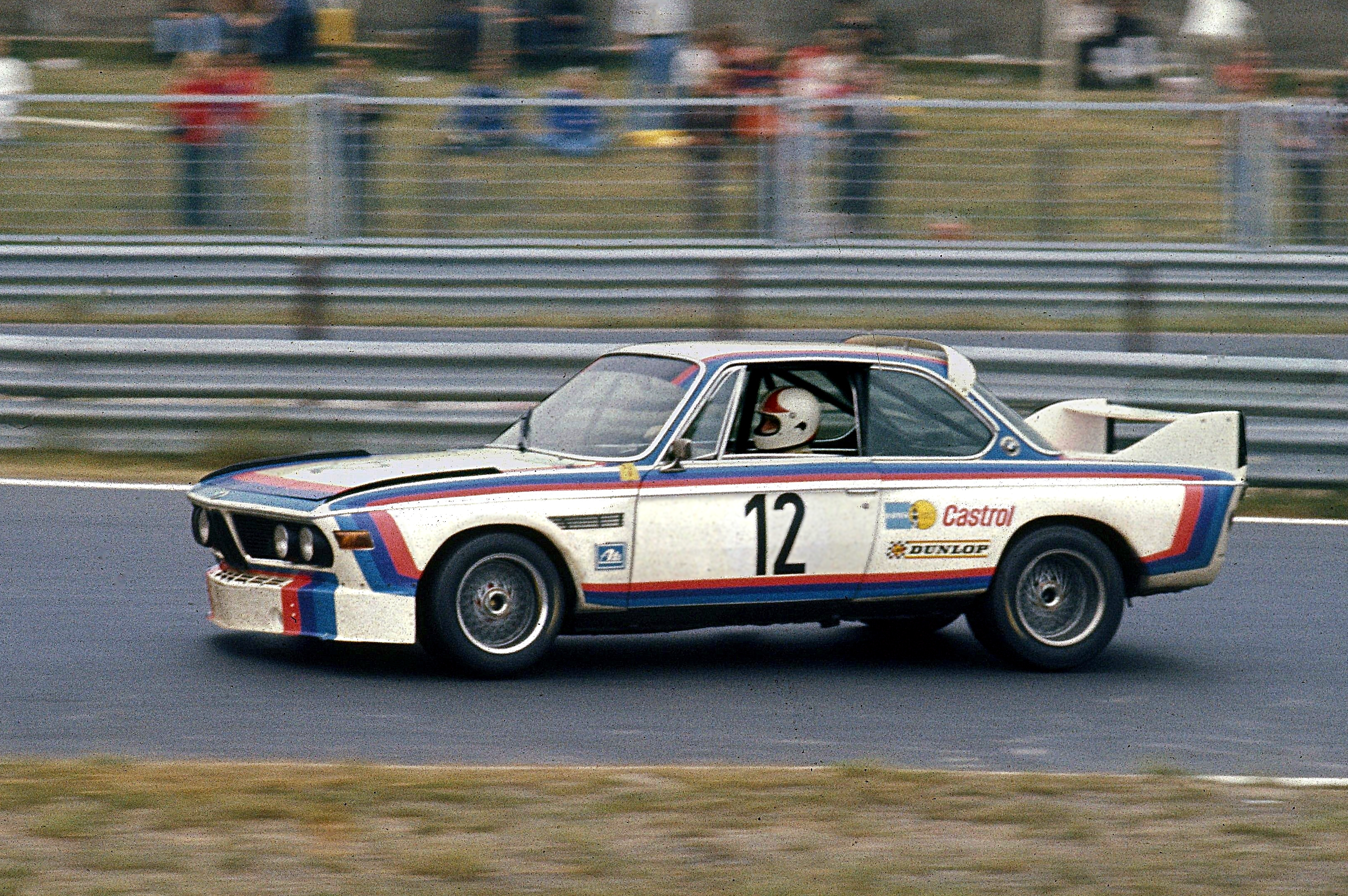
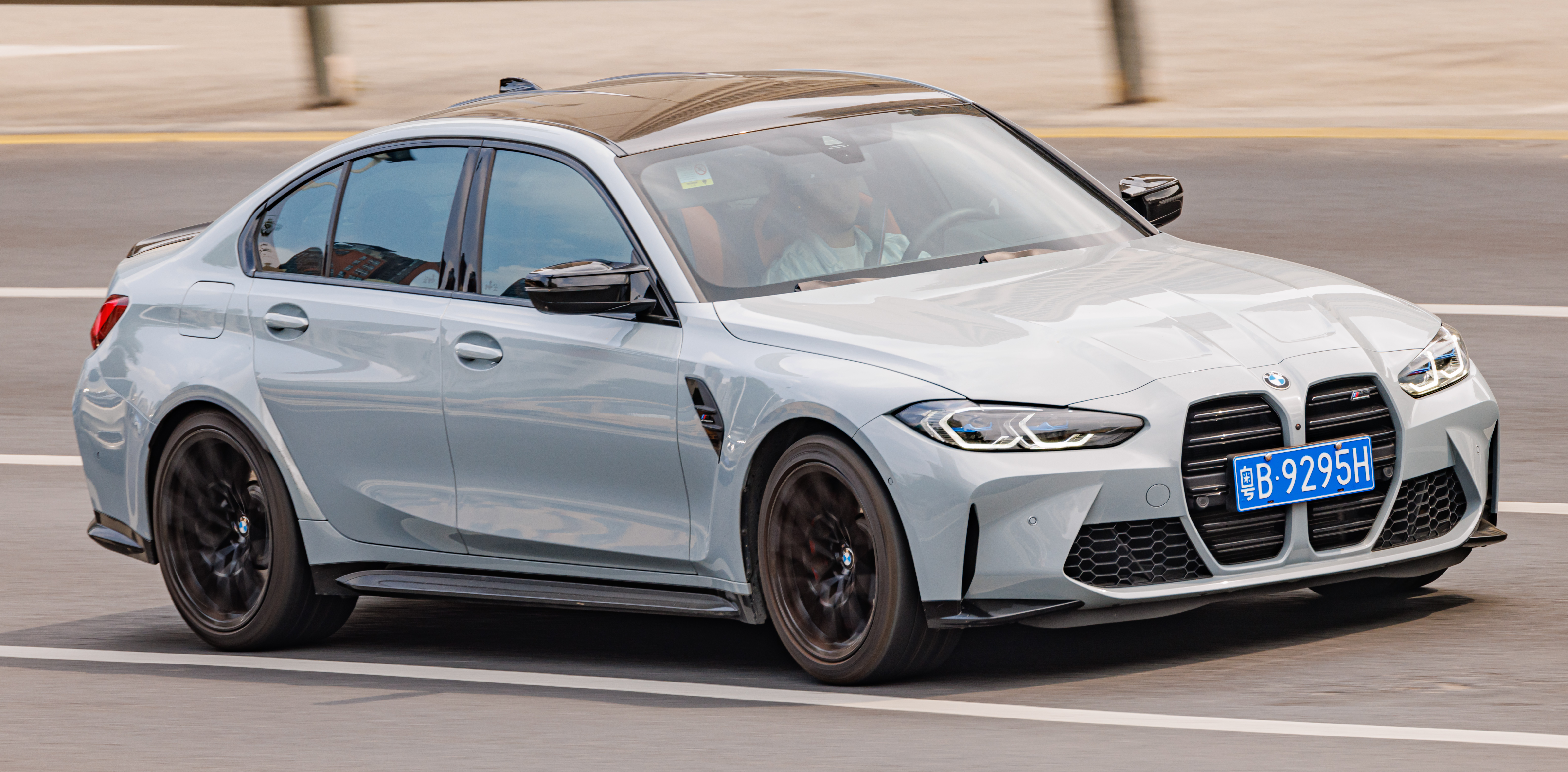

## Modellen
- BMW M1
- BMW M2
- BMW M3
- BMW M4
- BMW M5
- BMW M6
- BMW M8
- BMW X3 M
- BMW X4 M
- BMW X5 M
- BMW X6 M
- BMW Z3 M
- BMW Z4 M
- BMW 1-serie M Coupé

## Tijdlijn personenauto's van BWM M
| BMW M-modellen en M Performance-modellen van 1970 tot heden | BMW M-modellen en M Performance-modellen van 1970 tot heden | BMW M-modellen en M Performance-modellen van 1970 tot heden | BMW M-modellen en M Performance-modellen van 1970 tot heden | BMW M-modellen en M Performance-modellen van 1970 tot heden | BMW M-modellen en M Performance-modellen van 1970 tot heden | BMW M-modellen en M Performance-modellen van 1970 tot heden | BMW M-modellen en M Performance-modellen van 1970 tot heden | BMW M-modellen en M Performance-modellen van 1970 tot heden | BMW M-modellen en M Performance-modellen van 1970 tot heden | BMW M-modellen en M Performance-modellen van 1970 tot heden | BMW M-modellen en M Performance-modellen van 1970 tot heden | BMW M-modellen en M Performance-modellen van 1970 tot heden | BMW M-modellen en M Performance-modellen van 1970 tot heden | BMW M-modellen en M Performance-modellen van 1970 tot heden | BMW M-modellen en M Performance-modellen van 1970 tot heden | BMW M-modellen en M Performance-modellen van 1970 tot heden | BMW M-modellen en M Performance-modellen van 1970 tot heden | BMW M-modellen en M Performance-modellen van 1970 tot heden | BMW M-modellen en M Performance-modellen van 1970 tot heden | BMW M-modellen en M Performance-modellen van 1970 tot heden | BMW M-modellen en M Performance-modellen van 1970 tot heden | BMW M-modellen en M Performance-modellen van 1970 tot heden | BMW M-modellen en M Performance-modellen van 1970 tot heden | BMW M-modellen en M Performance-modellen van 1970 tot heden | BMW M-modellen en M Performance-modellen van 1970 tot heden | BMW M-modellen en M Performance-modellen van 1970 tot heden | BMW M-modellen en M Performance-modellen van 1970 tot heden | BMW M-modellen en M Performance-modellen van 1970 tot heden | BMW M-modellen en M Performance-modellen van 1970 tot heden | BMW M-modellen en M Performance-modellen van 1970 tot heden | BMW M-modellen en M Performance-modellen van 1970 tot heden | BMW M-modellen en M Performance-modellen van 1970 tot heden | BMW M-modellen en M Performance-modellen van 1970 tot heden | BMW M-modellen en M Performance-modellen van 1970 tot heden | BMW M-modellen en M Performance-modellen van 1970 tot heden | BMW M-modellen en M Performance-modellen van 1970 tot heden | BMW M-modellen en M Performance-modellen van 1970 tot heden | BMW M-modellen en M Performance-modellen van 1970 tot heden | BMW M-modellen en M Performance-modellen van 1970 tot heden | BMW M-modellen en M Performance-modellen van 1970 tot heden | BMW M-modellen en M Performance-modellen van 1970 tot heden | BMW M-modellen en M Performance-modellen van 1970 tot heden | BMW M-modellen en M Performance-modellen van 1970 tot heden | BMW M-modellen en M Performance-modellen van 1970 tot heden | BMW M-modellen en M Performance-modellen van 1970 tot heden | BMW M-modellen en M Performance-modellen van 1970 tot heden | BMW M-modellen en M Performance-modellen van 1970 tot heden | BMW M-modellen en M Performance-modellen van 1970 tot heden | BMW M-modellen en M Performance-modellen van 1970 tot heden | BMW M-modellen en M Performance-modellen van 1970 tot heden | BMW M-modellen en M Performance-modellen van 1970 tot heden | BMW M-modellen en M Performance-modellen van 1970 tot heden | BMW M-modellen en M Performance-modellen van 1970 tot heden | BMW M-modellen en M Performance-modellen van 1970 tot heden | BMW M-modellen en M Performance-modellen van 1970 tot heden |
| ----------------------------------------------------------- | ----------------------------------------------------------- | ----------------------------------------------------------- | ----------------------------------------------------------- | ----------------------------------------------------------- | ----------------------------------------------------------- | ----------------------------------------------------------- | ----------------------------------------------------------- | ----------------------------------------------------------- | ----------------------------------------------------------- | ----------------------------------------------------------- | ----------------------------------------------------------- | ----------------------------------------------------------- | ----------------------------------------------------------- | ----------------------------------------------------------- | ----------------------------------------------------------- | ----------------------------------------------------------- | ----------------------------------------------------------- | ----------------------------------------------------------- | ----------------------------------------------------------- | ----------------------------------------------------------- | ----------------------------------------------------------- | ----------------------------------------------------------- | ----------------------------------------------------------- | ----------------------------------------------------------- | ----------------------------------------------------------- | ----------------------------------------------------------- | ----------------------------------------------------------- | ----------------------------------------------------------- | ----------------------------------------------------------- | ----------------------------------------------------------- | ----------------------------------------------------------- | ----------------------------------------------------------- | ----------------------------------------------------------- | ----------------------------------------------------------- | ----------------------------------------------------------- | ----------------------------------------------------------- | ----------------------------------------------------------- | ----------------------------------------------------------- | ----------------------------------------------------------- | ----------------------------------------------------------- | ----------------------------------------------------------- | ----------------------------------------------------------- | ----------------------------------------------------------- | ----------------------------------------------------------- | ----------------------------------------------------------- | ----------------------------------------------------------- | ----------------------------------------------------------- | ----------------------------------------------------------- | ----------------------------------------------------------- | ----------------------------------------------------------- | ----------------------------------------------------------- | ----------------------------------------------------------- | ----------------------------------------------------------- | ----------------------------------------------------------- | ----------------------------------------------------------- |
| Type                                                        | Serie                                                       | 1970                                                        | 1970                                                        | 1970                                                        | 1970                                                        | 1970                                                        | 1970                                                        | 1970                                                        | 1970                                                        | 1970                                                        | 1970                                                        | 1980                                                        | 1980                                                        | 1980                                                        | 1980                                                        | 1980                                                        | 1980                                                        | 1980                                                        | 1980                                                        | 1980                                                        | 1980                                                        | 1990                                                        | 1990                                                        | 1990                                                        | 1990                                                        | 1990                                                        | 1990                                                        | 1990                                                        | 1990                                                        | 1990                                                        | 1990                                                        | 2000                                                        | 2000                                                        | 2000                                                        | 2000                                                        | 2000                                                        | 2000                                                        | 2000                                                        | 2000                                                        | 2000                                                        | 2000                                                        | 2010                                                        | 2010                                                        | 2010                                                        | 2010                                                        | 2010                                                        | 2010                                                        | 2010                                                        | 2010                                                        | 2010                                                        | 2010                                                        | 2020                                                        | 2020                                                        | 2020                                                        | 2020                                                        |
| Type                                                        | Serie                                                       | 0                                                           | 1                                                           | 2                                                           | 3                                                           | 4                                                           | 5                                                           | 6                                                           | 7                                                           | 8                                                           | 9                                                           | 0                                                           | 1                                                           | 2                                                           | 3                                                           | 4                                                           | 5                                                           | 6                                                           | 7                                                           | 8                                                           | 9                                                           | 0                                                           | 1                                                           | 2                                                           | 3                                                           | 4                                                           | 5                                                           | 6                                                           | 7                                                           | 8                                                           | 9                                                           | 0                                                           | 1                                                           | 2                                                           | 3                                                           | 4                                                           | 5                                                           | 6                                                           | 7                                                           | 8                                                           | 9                                                           | 0                                                           | 1                                                           | 2                                                           | 3                                                           | 4                                                           | 5                                                           | 6                                                           | 7                                                           | 8                                                           | 9                                                           | 0                                                           | 1                                                           | 2                                                           | 3                                                           |
| Compacte middenklasse                                       | 1                                                           |                                                             |                                                             |                                                             |                                                             |                                                             |                                                             |                                                             |                                                             |                                                             |                                                             |                                                             |                                                             |                                                             |                                                             |                                                             |                                                             |                                                             |                                                             |                                                             |                                                             |                                                             |                                                             |                                                             |                                                             |                                                             |                                                             |                                                             |                                                             |                                                             |                                                             |                                                             |                                                             |                                                             |                                                             |                                                             |                                                             |                                                             |                                                             |                                                             |                                                             |                                                             |                                                             |                                                             |                                                             |                                                             |                                                             |                                                             |                                                             |                                                             | M135i (F40)                                                 | M135i (F40)                                                 | M135i (F40)                                                 | M135i (F40)                                                 | M135i (F40)                                                 |
| Compacte middenklasse                                       | 2                                                           |                                                             |                                                             |                                                             |                                                             |                                                             |                                                             |                                                             |                                                             |                                                             |                                                             |                                                             |                                                             |                                                             |                                                             |                                                             |                                                             |                                                             |                                                             |                                                             |                                                             |                                                             |                                                             |                                                             |                                                             |                                                             |                                                             |                                                             |                                                             |                                                             |                                                             |                                                             |                                                             |                                                             |                                                             |                                                             |                                                             |                                                             |                                                             |                                                             |                                                             |                                                             |                                                             |                                                             |                                                             |                                                             |                                                             |                                                             |                                                             |                                                             | M235i (F44)                                                 | M235i (F44)                                                 | M235i (F44)                                                 | M235i (F44)                                                 | M235i (F44)                                                 |
| Middenklasse                                                | 3                                                           |                                                             |                                                             |                                                             |                                                             |                                                             |                                                             |                                                             |                                                             |                                                             |                                                             |                                                             |                                                             |                                                             |                                                             |                                                             |                                                             |                                                             |                                                             |                                                             |                                                             |                                                             |                                                             |                                                             |                                                             |                                                             |                                                             |                                                             |                                                             |                                                             |                                                             |                                                             |                                                             |                                                             |                                                             |                                                             |                                                             |                                                             |                                                             |                                                             |                                                             |                                                             |                                                             |                                                             |                                                             |                                                             |                                                             |                                                             |                                                             |                                                             | M340i/M340d (G20)                                           | M340i/M340d (G20)                                           | M340i/M340d (G20)                                           | M340i/M340d (G20)                                           | M340i/M340d (G20)                                           |
| Middenklasse                                                | 3                                                           |                                                             |                                                             |                                                             |                                                             |                                                             |                                                             |                                                             |                                                             |                                                             |                                                             |                                                             |                                                             |                                                             |                                                             |                                                             |                                                             |                                                             |                                                             |                                                             |                                                             |                                                             |                                                             |                                                             |                                                             | M3 (E36)                                                    | M3 (E36)                                                    | M3 (E36)                                                    | M3 (E36)                                                    | M3 (E36)                                                    | M3 (E36)                                                    |                                                             |                                                             |                                                             |                                                             |                                                             |                                                             |                                                             |                                                             | M3 (E90)                                                    | M3 (E90)                                                    | M3 (E90)                                                    | M3 (E90)                                                    | M3 (E90)                                                    | M3 (E90)                                                    | M3 (F80)                                                    | M3 (F80)                                                    | M3 (F80)                                                    | M3 (F80)                                                    | M3 (F80)                                                    |                                                             | M3 (G80)                                                    | M3 (G80)                                                    | M3 (G80)                                                    | M3 (G80)                                                    |
| Middenklasse                                                | 4                                                           |                                                             |                                                             |                                                             |                                                             |                                                             |                                                             |                                                             |                                                             |                                                             |                                                             |                                                             |                                                             |                                                             |                                                             |                                                             |                                                             |                                                             |                                                             |                                                             |                                                             |                                                             |                                                             |                                                             |                                                             |                                                             |                                                             |                                                             |                                                             |                                                             |                                                             |                                                             |                                                             |                                                             |                                                             |                                                             |                                                             |                                                             |                                                             |                                                             |                                                             |                                                             |                                                             |                                                             |                                                             |                                                             |                                                             |                                                             |                                                             |                                                             |                                                             | M440i (G26)                                                 | M440i (G26)                                                 | M440i (G26)                                                 | M440i (G26)                                                 |
| Hogere middenklasse                                         | 5                                                           |                                                             |                                                             |                                                             |                                                             |                                                             |                                                             |                                                             |                                                             |                                                             |                                                             | M535i (E12)                                                 | M535i (E12)                                                 | M535i (E12)                                                 | M535i (E12)                                                 | M535i (E12)                                                 | M535i (E28)                                                 | M535i (E28)                                                 | M535i (E28)                                                 | M535i (E28)                                                 |                                                             |                                                             |                                                             |                                                             |                                                             |                                                             |                                                             |                                                             |                                                             |                                                             |                                                             |                                                             |                                                             |                                                             |                                                             |                                                             |                                                             |                                                             |                                                             |                                                             |                                                             |                                                             |                                                             |                                                             |                                                             |                                                             |                                                             |                                                             | M550i/M550d (G30)                                           | M550i/M550d (G30)                                           | M550i/M550d (G30)                                           | M550i/M550d (G30)                                           | M550i/M550d (G30)                                           | M550i/M550d (G30)                                           | M550i/M550d (G30)                                           |
| Hogere middenklasse                                         | 5                                                           |                                                             |                                                             |                                                             |                                                             |                                                             |                                                             |                                                             |                                                             |                                                             |                                                             |                                                             |                                                             |                                                             |                                                             |                                                             | M5 (E28)                                                    | M5 (E28)                                                    | M5 (E28)                                                    | M5 (E34)                                                    | M5 (E34)                                                    | M5 (E34)                                                    | M5 (E34)                                                    | M5 (E34)                                                    | M5 (E34)                                                    | M5 (E34)                                                    | M5 (E34)                                                    |                                                             |                                                             | M5 (E39)                                                    | M5 (E39)                                                    | M5 (E39)                                                    | M5 (E39)                                                    | M5 (E39)                                                    | M5 (E39)                                                    |                                                             | M5 (E60/E61)                                                | M5 (E60/E61)                                                | M5 (E60/E61)                                                | M5 (E60/E61)                                                | M5 (E60/E61)                                                | M5 (E60/E61)                                                | M5 (F10)                                                    | M5 (F10)                                                    | M5 (F10)                                                    | M5 (F10)                                                    | M5 (F10)                                                    | M5 (F10)                                                    | M5 (F90)                                                    | M5 (F90)                                                    | M5 (F90)                                                    | M5 (F90)                                                    | M5 (F90)                                                    | M5 (F90)                                                    | M5 (F90)                                                    |
| Hogere middenklasse                                         | 6                                                           |                                                             |                                                             |                                                             |                                                             |                                                             |                                                             |                                                             |                                                             |                                                             |                                                             |                                                             |                                                             |                                                             |                                                             |                                                             |                                                             |                                                             |                                                             |                                                             |                                                             |                                                             |                                                             |                                                             |                                                             |                                                             |                                                             |                                                             |                                                             |                                                             |                                                             |                                                             |                                                             |                                                             |                                                             |                                                             |                                                             |                                                             |                                                             |                                                             |                                                             |                                                             |                                                             | M6 (F06)                                                    | M6 (F06)                                                    | M6 (F06)                                                    | M6 (F06)                                                    | M6 (F06)                                                    | M6 (F06)                                                    | M6 (F06)                                                    |                                                             |                                                             |                                                             |                                                             |                                                             |
| Topklasse                                                   | 7                                                           |                                                             |                                                             |                                                             |                                                             |                                                             |                                                             |                                                             |                                                             |                                                             |                                                             |                                                             |                                                             |                                                             |                                                             |                                                             |                                                             |                                                             |                                                             |                                                             |                                                             |                                                             |                                                             |                                                             |                                                             |                                                             |                                                             |                                                             |                                                             |                                                             |                                                             |                                                             |                                                             |                                                             |                                                             |                                                             |                                                             |                                                             |                                                             |                                                             |                                                             |                                                             |                                                             |                                                             |                                                             |                                                             |                                                             |                                                             | M760Li (G11)                                                | M760Li (G11)                                                | M760Li (G11)                                                | M760Li (G11)                                                | M760Li (G11)                                                | M760Li (G11)                                                | M760Li (G11)                                                |
| Topklasse                                                   | 7                                                           |                                                             |                                                             |                                                             |                                                             |                                                             |                                                             |                                                             |                                                             |                                                             |                                                             |                                                             |                                                             |                                                             |                                                             |                                                             |                                                             |                                                             |                                                             |                                                             |                                                             |                                                             |                                                             |                                                             |                                                             |                                                             |                                                             |                                                             |                                                             |                                                             |                                                             |                                                             |                                                             |                                                             |                                                             |                                                             |                                                             |                                                             |                                                             |                                                             |                                                             |                                                             |                                                             |                                                             |                                                             |                                                             |                                                             |                                                             |                                                             |                                                             |                                                             |                                                             | M760e (G70)                                                 |                                                             |                                                             |
| Topklasse                                                   | 8                                                           |                                                             |                                                             |                                                             |                                                             |                                                             |                                                             |                                                             |                                                             |                                                             |                                                             |                                                             |                                                             |                                                             |                                                             |                                                             |                                                             |                                                             |                                                             |                                                             |                                                             |                                                             |                                                             |                                                             |                                                             |                                                             |                                                             |                                                             |                                                             |                                                             |                                                             |                                                             |                                                             |                                                             |                                                             |                                                             |                                                             |                                                             |                                                             |                                                             |                                                             |                                                             |                                                             |                                                             |                                                             |                                                             |                                                             |                                                             |                                                             |                                                             | M8 (F93)                                                    | M8 (F93)                                                    | M8 (F93)                                                    | M8 (F93)                                                    | M8 (F93)                                                    |
| Coupé                                                       | 1                                                           |                                                             |                                                             |                                                             |                                                             |                                                             |                                                             |                                                             |                                                             |                                                             |                                                             |                                                             |                                                             |                                                             |                                                             |                                                             |                                                             |                                                             |                                                             |                                                             |                                                             |                                                             |                                                             |                                                             |                                                             |                                                             |                                                             |                                                             |                                                             |                                                             |                                                             |                                                             |                                                             |                                                             |                                                             |                                                             |                                                             |                                                             |                                                             |                                                             |                                                             |                                                             | 1M Coupé (E82)                                              | 1M Coupé (E82)                                              |                                                             |                                                             |                                                             |                                                             |                                                             |                                                             |                                                             |                                                             |                                                             |                                                             |                                                             |
| Coupé                                                       | 2                                                           |                                                             |                                                             |                                                             |                                                             |                                                             |                                                             |                                                             |                                                             |                                                             |                                                             |                                                             |                                                             |                                                             |                                                             |                                                             |                                                             |                                                             |                                                             |                                                             |                                                             |                                                             |                                                             |                                                             |                                                             |                                                             |                                                             |                                                             |                                                             |                                                             |                                                             |                                                             |                                                             |                                                             |                                                             |                                                             |                                                             |                                                             |                                                             |                                                             |                                                             |                                                             |                                                             |                                                             |                                                             |                                                             | M2 (F87)                                                    | M2 (F87)                                                    | M2 (F87)                                                    | M2 (F87)                                                    | M2 (F87)                                                    | M2 (F87)                                                    | M2 (F87)                                                    |                                                             | M2 (G87)                                                    |
| Coupé                                                       | 3                                                           |                                                             |                                                             |                                                             |                                                             |                                                             |                                                             |                                                             |                                                             |                                                             |                                                             |                                                             |                                                             |                                                             |                                                             |                                                             |                                                             | M3 (E30)                                                    | M3 (E30)                                                    | M3 (E30)                                                    | M3 (E30)                                                    | M3 (E30)                                                    | M3 (E30)                                                    | M3 (E36)                                                    | M3 (E36)                                                    | M3 (E36)                                                    | M3 (E36)                                                    | M3 (E36)                                                    | M3 (E36)                                                    | M3 (E36)                                                    | M3 (E36)                                                    | M3 (E46)                                                    | M3 (E46)                                                    | M3 (E46)                                                    | M3 (E46)                                                    | M3 (E46)                                                    | M3 (E46)                                                    | M3 (E46)                                                    | M3 (E92)                                                    | M3 (E92)                                                    | M3 (E92)                                                    | M3 (E92)                                                    | M3 (E92)                                                    | M3 (E92)                                                    | M3 (E92)                                                    |                                                             |                                                             |                                                             |                                                             |                                                             |                                                             |                                                             |                                                             |                                                             |                                                             |
| Coupé                                                       | 4                                                           |                                                             |                                                             |                                                             |                                                             |                                                             |                                                             |                                                             |                                                             |                                                             |                                                             |                                                             |                                                             |                                                             |                                                             |                                                             |                                                             |                                                             |                                                             |                                                             |                                                             |                                                             |                                                             |                                                             |                                                             |                                                             |                                                             |                                                             |                                                             |                                                             |                                                             |                                                             |                                                             |                                                             |                                                             |                                                             |                                                             |                                                             |                                                             |                                                             |                                                             |                                                             |                                                             |                                                             |                                                             |                                                             |                                                             |                                                             |                                                             |                                                             |                                                             | M440i/M440d (G22)                                           | M440i/M440d (G22)                                           | M440i/M440d (G22)                                           | M440i/M440d (G22)                                           |
| Coupé                                                       | 4                                                           |                                                             |                                                             |                                                             |                                                             |                                                             |                                                             |                                                             |                                                             |                                                             |                                                             |                                                             |                                                             |                                                             |                                                             |                                                             |                                                             |                                                             |                                                             |                                                             |                                                             |                                                             |                                                             |                                                             |                                                             |                                                             |                                                             |                                                             |                                                             |                                                             |                                                             |                                                             |                                                             |                                                             |                                                             |                                                             |                                                             |                                                             |                                                             |                                                             |                                                             |                                                             |                                                             |                                                             |                                                             | M4 (F82)                                                    | M4 (F82)                                                    | M4 (F82)                                                    | M4 (F82)                                                    | M4 (F82)                                                    | M4 (F82)                                                    | M4 (F82)                                                    | M4 (G82)                                                    | M4 (G82)                                                    | M4 (G82)                                                    |
| Coupé                                                       | 6                                                           |                                                             |                                                             |                                                             |                                                             |                                                             |                                                             |                                                             |                                                             |                                                             |                                                             |                                                             |                                                             |                                                             |                                                             | M635CSi (E24)                                               | M635CSi (E24)                                               | M635CSi (E24)                                               | M635CSi (E24)                                               | M635CSi (E24)                                               | M635CSi (E24)                                               |                                                             |                                                             |                                                             |                                                             |                                                             |                                                             |                                                             |                                                             |                                                             |                                                             |                                                             |                                                             |                                                             |                                                             |                                                             |                                                             |                                                             |                                                             |                                                             |                                                             |                                                             |                                                             |                                                             |                                                             |                                                             |                                                             |                                                             |                                                             |                                                             |                                                             |                                                             |                                                             |                                                             |                                                             |
| Coupé                                                       | 6                                                           |                                                             |                                                             |                                                             |                                                             |                                                             |                                                             |                                                             |                                                             |                                                             |                                                             |                                                             |                                                             |                                                             |                                                             |                                                             |                                                             |                                                             |                                                             |                                                             |                                                             |                                                             |                                                             |                                                             |                                                             |                                                             |                                                             |                                                             |                                                             |                                                             |                                                             |                                                             |                                                             |                                                             |                                                             |                                                             | M6 (E63)                                                    | M6 (E63)                                                    | M6 (E63)                                                    | M6 (E63)                                                    | M6 (E63)                                                    | M6 (E63)                                                    |                                                             | M6 (F13)                                                    | M6 (F13)                                                    | M6 (F13)                                                    | M6 (F13)                                                    | M6 (F13)                                                    | M6 (F13)                                                    | M6 (F13)                                                    |                                                             |                                                             |                                                             |                                                             |                                                             |
| Coupé                                                       | 8                                                           |                                                             |                                                             |                                                             |                                                             |                                                             |                                                             |                                                             |                                                             |                                                             |                                                             |                                                             |                                                             |                                                             |                                                             |                                                             |                                                             |                                                             |                                                             |                                                             |                                                             |                                                             |                                                             |                                                             |                                                             |                                                             |                                                             |                                                             |                                                             |                                                             |                                                             |                                                             |                                                             |                                                             |                                                             |                                                             |                                                             |                                                             |                                                             |                                                             |                                                             |                                                             |                                                             |                                                             |                                                             |                                                             |                                                             |                                                             |                                                             |                                                             | M850i (G15)                                                 | M850i (G15)                                                 | M850i (G15)                                                 | M850i (G15)                                                 | M850i (G15)                                                 |
| Coupé                                                       | 8                                                           |                                                             |                                                             |                                                             |                                                             |                                                             |                                                             |                                                             |                                                             |                                                             |                                                             |                                                             |                                                             |                                                             |                                                             |                                                             |                                                             |                                                             |                                                             |                                                             |                                                             |                                                             |                                                             |                                                             |                                                             |                                                             |                                                             |                                                             |                                                             |                                                             |                                                             |                                                             |                                                             |                                                             |                                                             |                                                             |                                                             |                                                             |                                                             |                                                             |                                                             |                                                             |                                                             |                                                             |                                                             |                                                             |                                                             |                                                             | M8 (F92)                                                    |                                                             |                                                             |                                                             |                                                             |                                                             |                                                             |
| Coupé                                                       | Z                                                           |                                                             |                                                             |                                                             |                                                             |                                                             |                                                             |                                                             |                                                             |                                                             |                                                             |                                                             |                                                             |                                                             |                                                             |                                                             |                                                             |                                                             |                                                             |                                                             |                                                             |                                                             |                                                             |                                                             |                                                             |                                                             |                                                             |                                                             |                                                             |                                                             |                                                             |                                                             |                                                             |                                                             |                                                             |                                                             |                                                             |                                                             |                                                             |                                                             |                                                             |                                                             |                                                             |                                                             |                                                             |                                                             |                                                             |                                                             |                                                             |                                                             | Z4 M40i (G29)                                               | Z4 M40i (G29)                                               | Z4 M40i (G29)                                               | Z4 M40i (G29)                                               | Z4 M40i (G29)                                               |
| Coupé                                                       | Z                                                           |                                                             |                                                             |                                                             |                                                             |                                                             |                                                             |                                                             |                                                             |                                                             |                                                             |                                                             |                                                             |                                                             |                                                             |                                                             |                                                             |                                                             |                                                             |                                                             |                                                             |                                                             |                                                             |                                                             |                                                             |                                                             |                                                             | M Coupé (E36/8)                                             | M Coupé (E36/8)                                             | M Coupé (E36/8)                                             | M Coupé (E36/8)                                             | M Coupé (E36/8)                                             | M Coupé (E36/8)                                             | M Coupé (E36/8)                                             |                                                             |                                                             |                                                             | Z4 M Coupé (E86)                                            | Z4 M Coupé (E86)                                            | Z4 M Coupé (E86)                                            |                                                             |                                                             |                                                             |                                                             |                                                             |                                                             |                                                             |                                                             |                                                             |                                                             |                                                             |                                                             |                                                             |                                                             |                                                             |
| Cabriolet                                                   | 3                                                           |                                                             |                                                             |                                                             |                                                             |                                                             |                                                             |                                                             |                                                             |                                                             |                                                             |                                                             |                                                             |                                                             |                                                             |                                                             |                                                             | M3 (E30)                                                    | M3 (E30)                                                    | M3 (E30)                                                    | M3 (E30)                                                    | M3 (E30)                                                    | M3 (E30)                                                    | M3 (E30)                                                    |                                                             | M3 (E36)                                                    | M3 (E36)                                                    | M3 (E36)                                                    | M3 (E36)                                                    | M3 (E36)                                                    | M3 (E36)                                                    | M3 (E46)                                                    | M3 (E46)                                                    | M3 (E46)                                                    | M3 (E46)                                                    | M3 (E46)                                                    | M3 (E46)                                                    | M3 (E46)                                                    | M3 (E93)                                                    | M3 (E93)                                                    | M3 (E93)                                                    | M3 (E93)                                                    | M3 (E93)                                                    | M3 (E93)                                                    | M3 (E93)                                                    |                                                             |                                                             |                                                             |                                                             |                                                             |                                                             |                                                             |                                                             |                                                             |                                                             |
| Cabriolet                                                   | 4                                                           |                                                             |                                                             |                                                             |                                                             |                                                             |                                                             |                                                             |                                                             |                                                             |                                                             |                                                             |                                                             |                                                             |                                                             |                                                             |                                                             |                                                             |                                                             |                                                             |                                                             |                                                             |                                                             |                                                             |                                                             |                                                             |                                                             |                                                             |                                                             |                                                             |                                                             |                                                             |                                                             |                                                             |                                                             |                                                             |                                                             |                                                             |                                                             |                                                             |                                                             |                                                             |                                                             |                                                             |                                                             |                                                             |                                                             |                                                             |                                                             |                                                             |                                                             | M440i/M440d (G23)                                           | M440i/M440d (G23)                                           | M440i/M440d (G23)                                           | M440i/M440d (G23)                                           |
| Cabriolet                                                   | 4                                                           |                                                             |                                                             |                                                             |                                                             |                                                             |                                                             |                                                             |                                                             |                                                             |                                                             |                                                             |                                                             |                                                             |                                                             |                                                             |                                                             |                                                             |                                                             |                                                             |                                                             |                                                             |                                                             |                                                             |                                                             |                                                             |                                                             |                                                             |                                                             |                                                             |                                                             |                                                             |                                                             |                                                             |                                                             |                                                             |                                                             |                                                             |                                                             |                                                             |                                                             |                                                             |                                                             |                                                             |                                                             | M4 (F83)                                                    | M4 (F83)                                                    | M4 (F83)                                                    | M4 (F83)                                                    | M4 (F83)                                                    | M4 (F83)                                                    | M4 (F83)                                                    | M4 (G83)                                                    | M4 (G83)                                                    | M4 (G83)                                                    |
| Cabriolet                                                   | 6                                                           |                                                             |                                                             |                                                             |                                                             |                                                             |                                                             |                                                             |                                                             |                                                             |                                                             |                                                             |                                                             |                                                             |                                                             |                                                             |                                                             |                                                             |                                                             |                                                             |                                                             |                                                             |                                                             |                                                             |                                                             |                                                             |                                                             |                                                             |                                                             |                                                             |                                                             |                                                             |                                                             |                                                             |                                                             |                                                             | M6 (E64)                                                    | M6 (E64)                                                    | M6 (E64)                                                    | M6 (E64)                                                    | M6 (E64)                                                    | M6 (E64)                                                    |                                                             | M6 (F12)                                                    | M6 (F12)                                                    | M6 (F12)                                                    | M6 (F12)                                                    | M6 (F12)                                                    | M6 (F12)                                                    | M6 (F12)                                                    |                                                             |                                                             |                                                             |                                                             |                                                             |
| Cabriolet                                                   | 8                                                           |                                                             |                                                             |                                                             |                                                             |                                                             |                                                             |                                                             |                                                             |                                                             |                                                             |                                                             |                                                             |                                                             |                                                             |                                                             |                                                             |                                                             |                                                             |                                                             |                                                             |                                                             |                                                             |                                                             |                                                             |                                                             |                                                             |                                                             |                                                             |                                                             |                                                             |                                                             |                                                             |                                                             |                                                             |                                                             |                                                             |                                                             |                                                             |                                                             |                                                             |                                                             |                                                             |                                                             |                                                             |                                                             |                                                             |                                                             |                                                             |                                                             | M8 (F91)                                                    | M8 (F91)                                                    | M8 (F91)                                                    | M8 (F91)                                                    | M8 (F91)                                                    |
| Roadster                                                    | Z                                                           |                                                             |                                                             |                                                             |                                                             |                                                             |                                                             |                                                             |                                                             |                                                             |                                                             |                                                             |                                                             |                                                             |                                                             |                                                             |                                                             |                                                             |                                                             |                                                             |                                                             |                                                             |                                                             |                                                             |                                                             |                                                             |                                                             | M Roadster (E36/7)                                          | M Roadster (E36/7)                                          | M Roadster (E36/7)                                          | M Roadster (E36/7)                                          | M Roadster (E36/7)                                          | M Roadster (E36/7)                                          | M Roadster (E36/7)                                          |                                                             |                                                             |                                                             | Z4 M Roadster (E85)                                         | Z4 M Roadster (E85)                                         | Z4 M Roadster (E85)                                         |                                                             |                                                             |                                                             |                                                             |                                                             |                                                             |                                                             |                                                             |                                                             |                                                             |                                                             |                                                             |                                                             |                                                             |                                                             |
| Sportwagen                                                  | M1                                                          |                                                             |                                                             |                                                             |                                                             |                                                             |                                                             |                                                             |                                                             | M1 (E26)                                                    | M1 (E26)                                                    | M1 (E26)                                                    | M1 (E26)                                                    |                                                             |                                                             |                                                             |                                                             |                                                             |                                                             |                                                             |                                                             |                                                             |                                                             |                                                             |                                                             |                                                             |                                                             |                                                             |                                                             |                                                             |                                                             |                                                             |                                                             |                                                             |                                                             |                                                             |                                                             |                                                             |                                                             |                                                             |                                                             |                                                             |                                                             |                                                             |                                                             |                                                             |                                                             |                                                             |                                                             |                                                             |                                                             |                                                             |                                                             |                                                             |                                                             |
| SUV                                                         | X2                                                          |                                                             |                                                             |                                                             |                                                             |                                                             |                                                             |                                                             |                                                             |                                                             |                                                             |                                                             |                                                             |                                                             |                                                             |                                                             |                                                             |                                                             |                                                             |                                                             |                                                             |                                                             |                                                             |                                                             |                                                             |                                                             |                                                             |                                                             |                                                             |                                                             |                                                             |                                                             |                                                             |                                                             |                                                             |                                                             |                                                             |                                                             |                                                             |                                                             |                                                             |                                                             |                                                             |                                                             |                                                             |                                                             |                                                             |                                                             |                                                             |                                                             | X2 M35i (F39)                                               | X2 M35i (F39)                                               | X2 M35i (F39)                                               | X2 M35i (F39)                                               | X2 M35i (F39)                                               |
| SUV                                                         | X3                                                          |                                                             |                                                             |                                                             |                                                             |                                                             |                                                             |                                                             |                                                             |                                                             |                                                             |                                                             |                                                             |                                                             |                                                             |                                                             |                                                             |                                                             |                                                             |                                                             |                                                             |                                                             |                                                             |                                                             |                                                             |                                                             |                                                             |                                                             |                                                             |                                                             |                                                             |                                                             |                                                             |                                                             |                                                             |                                                             |                                                             |                                                             |                                                             |                                                             |                                                             |                                                             |                                                             |                                                             |                                                             |                                                             |                                                             |                                                             |                                                             | X3 M40i/M40d (G01)                                          | X3 M40i/M40d (G01)                                          | X3 M40i/M40d (G01)                                          | X3 M40i/M40d (G01)                                          | X3 M40i/M40d (G01)                                          | X3 M40i/M40d (G01)                                          |
| SUV                                                         | X3                                                          |                                                             |                                                             |                                                             |                                                             |                                                             |                                                             |                                                             |                                                             |                                                             |                                                             |                                                             |                                                             |                                                             |                                                             |                                                             |                                                             |                                                             |                                                             |                                                             |                                                             |                                                             |                                                             |                                                             |                                                             |                                                             |                                                             |                                                             |                                                             |                                                             |                                                             |                                                             |                                                             |                                                             |                                                             |                                                             |                                                             |                                                             |                                                             |                                                             |                                                             |                                                             |                                                             |                                                             |                                                             |                                                             |                                                             |                                                             | X3 M (F97)                                                  |                                                             |                                                             |                                                             |                                                             |                                                             |                                                             |
| SUV                                                         | X4                                                          |                                                             |                                                             |                                                             |                                                             |                                                             |                                                             |                                                             |                                                             |                                                             |                                                             |                                                             |                                                             |                                                             |                                                             |                                                             |                                                             |                                                             |                                                             |                                                             |                                                             |                                                             |                                                             |                                                             |                                                             |                                                             |                                                             |                                                             |                                                             |                                                             |                                                             |                                                             |                                                             |                                                             |                                                             |                                                             |                                                             |                                                             |                                                             |                                                             |                                                             |                                                             |                                                             |                                                             |                                                             |                                                             |                                                             |                                                             |                                                             | X4 M40i/M40d (G02)                                          | X4 M40i/M40d (G02)                                          | X4 M40i/M40d (G02)                                          | X4 M40i/M40d (G02)                                          | X4 M40i/M40d (G02)                                          | X4 M40i/M40d (G02)                                          |
| SUV                                                         | X4                                                          |                                                             |                                                             |                                                             |                                                             |                                                             |                                                             |                                                             |                                                             |                                                             |                                                             |                                                             |                                                             |                                                             |                                                             |                                                             |                                                             |                                                             |                                                             |                                                             |                                                             |                                                             |                                                             |                                                             |                                                             |                                                             |                                                             |                                                             |                                                             |                                                             |                                                             |                                                             |                                                             |                                                             |                                                             |                                                             |                                                             |                                                             |                                                             |                                                             |                                                             |                                                             |                                                             |                                                             |                                                             |                                                             |                                                             |                                                             | X4 M (F98)                                                  |                                                             |                                                             |                                                             |                                                             |                                                             |                                                             |
| SUV                                                         | X5                                                          |                                                             |                                                             |                                                             |                                                             |                                                             |                                                             |                                                             |                                                             |                                                             |                                                             |                                                             |                                                             |                                                             |                                                             |                                                             |                                                             |                                                             |                                                             |                                                             |                                                             |                                                             |                                                             |                                                             |                                                             |                                                             |                                                             |                                                             |                                                             |                                                             |                                                             |                                                             |                                                             |                                                             |                                                             |                                                             |                                                             |                                                             |                                                             |                                                             |                                                             |                                                             |                                                             |                                                             |                                                             |                                                             |                                                             |                                                             |                                                             |                                                             | X5 M50i/M50d (G05)                                          | X5 M50i/M50d (G05)                                          | X5 M50i/M50d (G05)                                          | X5 M50i/M50d (G05)                                          | X5 M50i/M50d (G05)                                          |
| SUV                                                         | X5                                                          |                                                             |                                                             |                                                             |                                                             |                                                             |                                                             |                                                             |                                                             |                                                             |                                                             |                                                             |                                                             |                                                             |                                                             |                                                             |                                                             |                                                             |                                                             |                                                             |                                                             |                                                             |                                                             |                                                             |                                                             |                                                             |                                                             |                                                             |                                                             |                                                             |                                                             |                                                             |                                                             |                                                             |                                                             |                                                             |                                                             |                                                             |                                                             |                                                             | X5 M (E70)                                                  | X5 M (E70)                                                  | X5 M (E70)                                                  | X5 M (E70)                                                  | X5 M (F85)                                                  | X5 M (F85)                                                  | X5 M (F85)                                                  | X5 M (F85)                                                  | X5 M (F85)                                                  | X5 M (F85)                                                  |                                                             | X5 M (F95)                                                  | X5 M (F95)                                                  | X5 M (F95)                                                  | X5 M (F95)                                                  |
| SUV                                                         | X6                                                          |                                                             |                                                             |                                                             |                                                             |                                                             |                                                             |                                                             |                                                             |                                                             |                                                             |                                                             |                                                             |                                                             |                                                             |                                                             |                                                             |                                                             |                                                             |                                                             |                                                             |                                                             |                                                             |                                                             |                                                             |                                                             |                                                             |                                                             |                                                             |                                                             |                                                             |                                                             |                                                             |                                                             |                                                             |                                                             |                                                             |                                                             |                                                             |                                                             |                                                             |                                                             |                                                             |                                                             |                                                             |                                                             |                                                             |                                                             |                                                             |                                                             | X6 M50i/M50d (G06)                                          | X6 M50i/M50d (G06)                                          | X6 M50i/M50d (G06)                                          | X6 M50i/M50d (G06)                                          | X6 M50i/M50d (G06)                                          |
| SUV                                                         | X6                                                          |                                                             |                                                             |                                                             |                                                             |                                                             |                                                             |                                                             |                                                             |                                                             |                                                             |                                                             |                                                             |                                                             |                                                             |                                                             |                                                             |                                                             |                                                             |                                                             |                                                             |                                                             |                                                             |                                                             |                                                             |                                                             |                                                             |                                                             |                                                             |                                                             |                                                             |                                                             |                                                             |                                                             |                                                             |                                                             |                                                             |                                                             |                                                             |                                                             | X6 M (E71)                                                  | X6 M (E71)                                                  | X6 M (E71)                                                  | X6 M (E71)                                                  | X6 M (E71)                                                  | X6 M (F86)                                                  | X6 M (F86)                                                  | X6 M (F86)                                                  | X6 M (F86)                                                  | X6 M (F86)                                                  | X6 M (F86)                                                  | X6 M (F96)                                                  | X6 M (F96)                                                  | X6 M (F96)                                                  | X6 M (F96)                                                  |
| SUV                                                         | X7                                                          |                                                             |                                                             |                                                             |                                                             |                                                             |                                                             |                                                             |                                                             |                                                             |                                                             |                                                             |                                                             |                                                             |                                                             |                                                             |                                                             |                                                             |                                                             |                                                             |                                                             |                                                             |                                                             |                                                             |                                                             |                                                             |                                                             |                                                             |                                                             |                                                             |                                                             |                                                             |                                                             |                                                             |                                                             |                                                             |                                                             |                                                             |                                                             |                                                             |                                                             |                                                             |                                                             |                                                             |                                                             |                                                             |                                                             |                                                             |                                                             |                                                             | X7 M50i/M50d (G07)                                          | X7 M50i/M50d (G07)                                          | X7 M50i/M50d (G07)                                          | X7 M50i/M50d (G07)                                          | X7 M50i/M50d (G07)                                          |
| SUV                                                         | XM                                                          |                                                             |                                                             |                                                             |                                                             |                                                             |                                                             |                                                             |                                                             |                                                             |                                                             |                                                             |                                                             |                                                             |                                                             |                                                             |                                                             |                                                             |                                                             |                                                             |                                                             |                                                             |                                                             |                                                             |                                                             |                                                             |                                                             |                                                             |                                                             |                                                             |                                                             |                                                             |                                                             |                                                             |                                                             |                                                             |                                                             |                                                             |                                                             |                                                             |                                                             |                                                             |                                                             |                                                             |                                                             |                                                             |                                                             |                                                             |                                                             |                                                             |                                                             |                                                             |                                                             |                                                             | XM (G09)                                                    |
| EV                                                          | i4                                                          |                                                             |                                                             |                                                             |                                                             |                                                             |                                                             |                                                             |                                                             |                                                             |                                                             |                                                             |                                                             |                                                             |                                                             |                                                             |                                                             |                                                             |                                                             |                                                             |                                                             |                                                             |                                                             |                                                             |                                                             |                                                             |                                                             |                                                             |                                                             |                                                             |                                                             |                                                             |                                                             |                                                             |                                                             |                                                             |                                                             |                                                             |                                                             |                                                             |                                                             |                                                             |                                                             |                                                             |                                                             |                                                             |                                                             |                                                             |                                                             |                                                             |                                                             |                                                             | i4 M50 (G26)                                                | i4 M50 (G26)                                                | i4 M50 (G26)                                                |
| Bedrijfsnaam                                                | Bedrijfsnaam                                                |                                                             |                                                             | BMW Motorsport GmbH                                         | BMW Motorsport GmbH                                         | BMW Motorsport GmbH                                         | BMW Motorsport GmbH                                         | BMW Motorsport GmbH                                         | BMW Motorsport GmbH                                         | BMW Motorsport GmbH                                         | BMW Motorsport GmbH                                         | BMW Motorsport GmbH                                         | BMW Motorsport GmbH                                         | BMW Motorsport GmbH                                         | BMW Motorsport GmbH                                         | BMW Motorsport GmbH                                         | BMW Motorsport GmbH                                         | BMW Motorsport GmbH                                         | BMW Motorsport GmbH                                         | BMW Motorsport GmbH                                         | BMW Motorsport GmbH                                         | BMW Motorsport GmbH                                         | BMW Motorsport GmbH                                         | BMW Motorsport GmbH                                         | BMW M GmbH                                                  | BMW M GmbH                                                  | BMW M GmbH                                                  | BMW M GmbH                                                  | BMW M GmbH                                                  | BMW M GmbH                                                  | BMW M GmbH                                                  | BMW M GmbH                                                  | BMW M GmbH                                                  | BMW M GmbH                                                  | BMW M GmbH                                                  | BMW M GmbH                                                  | BMW M GmbH                                                  | BMW M GmbH                                                  | BMW M GmbH                                                  | BMW M GmbH                                                  | BMW M GmbH                                                  | BMW M GmbH                                                  | BMW M GmbH                                                  | BMW M GmbH                                                  | BMW M GmbH                                                  | BMW M GmbH                                                  | BMW M GmbH                                                  | BMW M GmbH                                                  | BMW M GmbH                                                  | BMW M GmbH                                                  | BMW M GmbH                                                  | BMW M GmbH                                                  | BMW M GmbH                                                  | BMW M GmbH                                                  | BMW M GmbH                                                  |
| Eigenaar                                                    | Eigenaar                                                    |                                                             |                                                             | BMW AG                                                      | BMW AG                                                      | BMW AG                                                      | BMW AG                                                      | BMW AG                                                      | BMW AG                                                      | BMW AG                                                      | BMW AG                                                      | BMW AG                                                      | BMW AG                                                      | BMW AG                                                      | BMW AG                                                      | BMW AG                                                      | BMW AG                                                      | BMW AG                                                      | BMW AG                                                      | BMW AG                                                      | BMW AG                                                      | BMW AG                                                      | BMW AG                                                      | BMW AG                                                      | BMW AG                                                      | BMW AG                                                      | BMW AG                                                      | BMW AG                                                      | BMW AG                                                      | BMW AG                                                      | BMW AG                                                      | BMW AG                                                      | BMW AG                                                      | BMW AG                                                      | BMW AG                                                      | BMW AG                                                      | BMW AG                                                      | BMW AG                                                      | BMW AG                                                      | BMW AG                                                      | BMW AG                                                      | BMW AG                                                      | BMW AG                                                      | BMW AG                                                      | BMW AG                                                      | BMW AG                                                      | BMW AG                                                      | BMW AG                                                      | BMW AG                                                      | BMW AG                                                      | BMW AG                                                      | BMW AG                                                      | BMW AG                                                      | BMW AG                                                      | BMW AG                                                      |
| Legende                                                     | Legende                                                     | M Performance                                               | M Performance                                               | M Performance                                               | M Performance                                               | M Performance                                               | M Performance                                               | M Performance                                               | M Performance                                               | M Performance                                               | M Performance                                               | M Performance                                               | M Performance                                               | M Performance                                               | M Performance                                               | M Performance                                               | M Performance                                               | M Performance                                               | M Performance                                               | M Performance                                               | M Performance                                               | M Performance                                               | M Performance                                               | M Performance                                               | M Performance                                               | M Performance                                               | M Performance                                               | M Performance                                               | M Performance                                               | M Performance                                               | M Performance                                               | M Performance                                               | M Performance                                               | M Performance                                               | M Performance                                               | M Performance                                               | M Performance                                               | M Performance                                               | M Performance                                               | M Performance                                               | M Performance                                               | M Performance                                               | M Performance                                               | M Performance                                               | M Performance                                               | M Performance                                               | M Performance                                               | M Performance                                               | M Performance                                               | M Performance                                               | M Performance                                               | M Performance                                               | M Performance                                               | M Performance                                               | M Performance                                               |